# Acrilato de alila
Acrilato de alila, ou prop-2-enoato prop-2-en-1-il, ou ainda éster 2-propenil do ácido 2-propenoico, é o composto orgânico de fórmula C6H8O2, SMILES C=CC(=O)OCC=C , de massa molecular 112,126503. Apresenta ponto de ebulição de 122-124 °C, densidade de 0,935.
É classificado com o número CAS 999-55-3. Apresenta-se como um líquido incolor, sendo levemente solúvel em água. É propenso a polimerização, inflamável, incompatível com agentes oxidantes fortes, ácidos e bases.
É estabilizado contra a polimerização em sua apresentação comercial com 4-metoxifenol, em quantidades de, por exemplo, 100 ppm.

## Polimerização
O acrilato de alila, assim como o metacrilato de alila são polimerizados por iniciadores aniônicos solúveis em polímeros lineares que contêm grupos alilo nas cadeias laterais pendentes.